# Claudio Nizzi
Claudio Nizzi (Sétif, Alžir, 9. rujna 1938.) je talijanski crtač stripa i književnik. Trideset godina pisao je priče o Texu Willeru, napisao stotinu scenarija i faktični postao nasljednik Giana Luigija Bonellija, tvorca serije.
Rođen u Alžiru, odrastao je u Fiumalbu, u pokrajini Modena, debitirajući početkom šezdesetih pišući kratke priče na stranicama tjednika za djecu Il Vittorioso, a zatim prelazeći na strip za isti časopis, također pisanje serije Safari od 1963. do 1966., koju je dizajnirao Renato Polese. Godine 1969. se vraća raditi na stripovima započinjući dugu suradnju s časopisom za djecu Il Giornalino tijekom kojeg stvara brojne likove poput vesterna Larryja Yume, avanturističkog kapetana Erika, detektivskog Rosco & Sonny, i drugi poput Piccola Dentea i Nicolette koji se potpisuju pseudonimom "Anna". U tom je razdoblju bio umjetnički direktor "Il Giornalino", priča "Hans i Chica" na temelju tekstova Marca Di Tilla i crteža Pina Calarca. Također za "Il Giornalino" uvijek prati produkciju serija "I grandi del jazz", "I grandi del calcio" i "I grandi del cinema", uvijek zasnovanih na tekstovima Marca Di Tilla i crtežima mnogih autora, uključujući Rodolfa Torti i Gianni De Luca.
Osamdesetih je prekinuo suradnju s Il Giornalinom da bi prešao u Sergio Bonelli Editore za koji je napisao za seriju Mister No i Tex Willer, a zatim je preuzeo odgovornost potonjeg 1988. godine, preuzevši od Giana Luigija Bonellija, postavši njegov glavni scenarist Debi kao autor Texa, kojeg je do tada pisao samo Bonelli (osim nekih pustolovina koje je napisao njegov sin Sergio), dogodio se 1983. godine, ali pet godina, sve dok nije postao odgovoran za serije, nikad nije bio pripisan autoru priča.  Iste je godine stvorio prvu Bonellijevu kriminalističku seriju, Nick Raider, a 2001. i miniseriju Leo Pulp, parodiju na tvrdo kuhani žanr.
Nizzi je, nakon Giovannija Luigija Bonellija, najplodniji autor Texa Willera; u stvari, pored uloge u redovnim serijama (čiji je bio više od dvadeset godina glavni autor), stvorio je i veliku većinu divovskih knjiga iz serije, poznatih kao Texoni, posebne knjige izdavane jednom godišnje koju su crtali veliki međunarodni autori.
Od 2005. usporava suradnju s Texom kako bi se vratio fikciji. U rujnu 2008. objavio je L'epidemia (I peccatori di Borgo Torre), prvu priču serijskog ciklusa smještenog u zamišljeni grad na toskansko-emilijskim Apeninima, vrlo sličan Fiumalbu: isti će se protagonisti tamo uvijek preseliti zajedno s novim likovi koji će se s vremena na vrijeme uvoditi. U svibnju 2009. objavljen je Il federal of Borgo Torre; u travnju 2010. objavljeno je Il pretino; 2011. godine izašao je L'Americano.
U studenom 2012. Roberto Guarino objavio je s Allagalla Editore knjigu-intervju Tex prema Nizziju u kojem scenarist prati svoju pedesetogodišnju karijeru u svijetu stripa.

## Djela
- Nizzi, Claudio. 2008. L'epidemia (I peccatori di Borgo Torre). ISBN 978-88-8178-404-2
- Nizzi, Claudio. 2009. Il federale di Borgo Torre. ISBN 978-88-8178-430-1
- Nizzi, Claudio. 2010. Il pretino. ISBN 978-88-8178-452-3 Navedeno je više parametara |author= i |last= (pomoć)
- Nizzi, Claudio. 201. L'Americano. ISBN 978-88-8178-476-9 Navedeno je više parametara |author= i |last= (pomoć)